# Shekhawati
Le Shekhawati (hindi: शेखावाटी, IAST: Śekhāwāṭī) est une région historique semi-aride située dans la partie nord-est du Rajasthan, en Inde. 

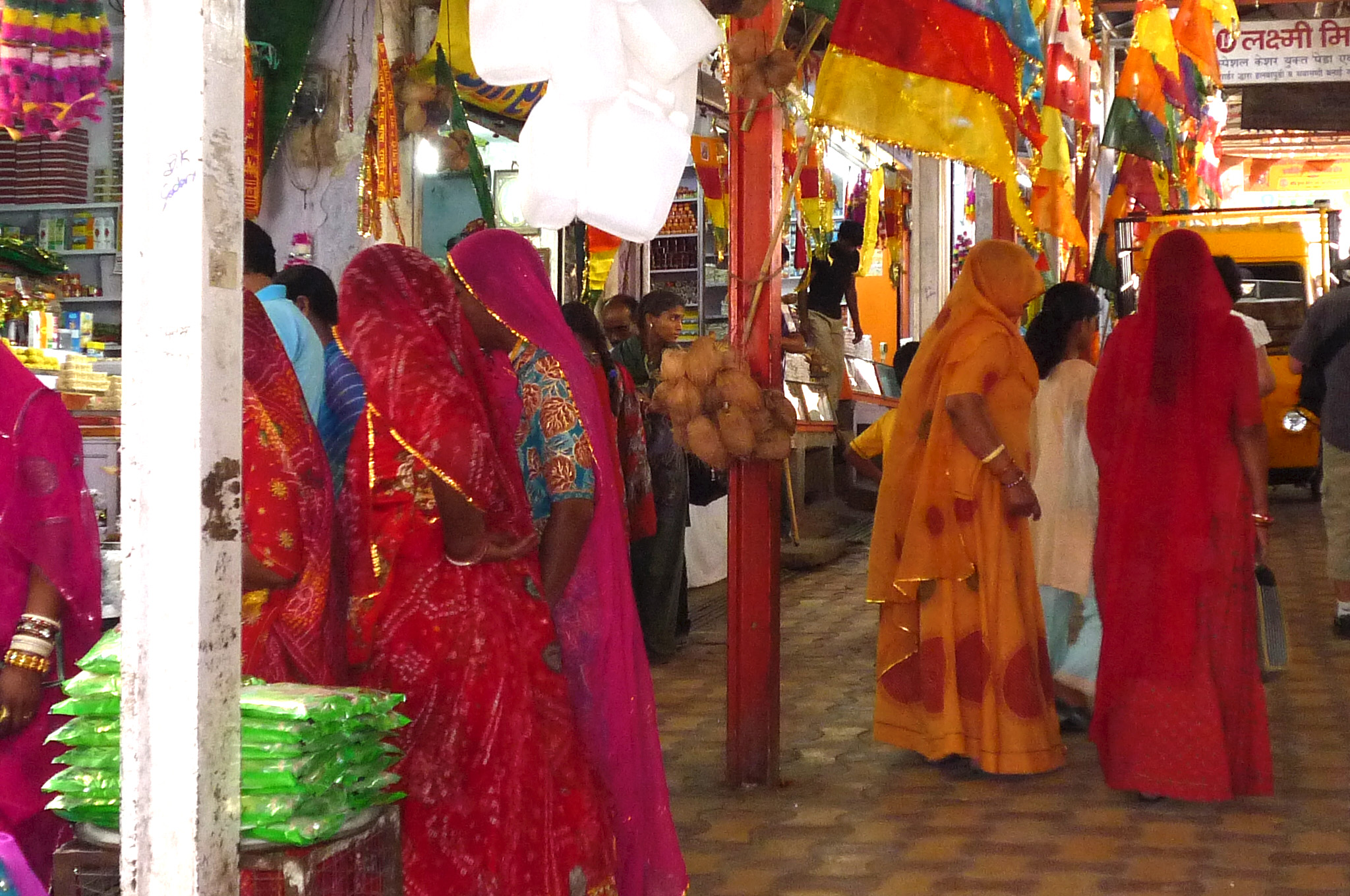
Shekhawati, marché près du temple

La région se déploie aux confins orientaux du désert du Thar et possède peu d’arbres, de maigres cultures et des troupeaux de chèvres et de moutons. Le Shekhawati possède l’un des plus importants patrimoines  d’architecture indo-moghole du monde comprenant forteresses et haveli.

## Situation géographique du Shekhawati

Situation du Shekhawati en Inde.

Le Shekhawati se trouve au nord-est du Rajasthan, région située exactement au centre du triangle Bikaner-Jaipur-Delhi. Bordé à l’est par les monts Ârâvalli, c’est une plaine, parfois légèrement ondoyante, à mi-chemin entre les riches terres de la vallée du Gange et le désert du Thar. C'est donc une terre de transition, sablonneuse, argileuse, assez dure et âpre, très dépendante des bonnes moussons. Comme ce n’était cependant plus le désert, et que c’était bien situé sur le chemin des caravanes, c’est ici que les riches marchands marwaris s’établirent au XVIIe siècle.

## Histoire du Shekhawati

### Dulha Rai, auXIIesiècle
Au XIIe siècle, Dulha Rai, un membre de la lignée solaire, quitte son fief de l’Inde Centrale près de Gwalior et s’approprie un territoire appartenant à une tribu locale, dont il fait son royaume. Quelques autres en provenance du Marwar (région de Jodhpur) choisissent à la même époque de s’installer dans cette partie du Rajasthan, le désert du Thar, dont le nom sanskrit « Marushal » signifie « le pays de la mort ».

### Histoire de Mokul Singh
Le père du héros shekhaji, Mokul Singh, seigneur du fief de Barwada, vassal d’Amber, était désespéré de ne pas avoir d’héritier mâle au soir de sa vie. Il décida alors de se rendre à Vrindavan  où Krishna passa son enfance, et d'y vivre en ascète. Son gourou, Madhavswami, voyant sa ferveur religieuse, lui dit de faire un vœu et de rentrer chez lui s'occuper d'un troupeau de vaches en récitant un mantra, en hommage à Khrishna, seigneur des gopi gardiennes de vaches. Là, il vit un jour un musulman, le fakir Sheikh Burhan, occupé à traire une vache, pourtant stérile. Interrogé sur ce miracle, le fakir lui révéla que lui-même pourrait avoir un enfant, à condition de le tremper dès sa naissance dans le sang d'une vache. 
Mais Mokul, en fervent adorateur de Krishna, ami des gopi et protecteur des vaches, ne put se résoudre à l'acte sacrilège qu'aurait constitué à ses yeux un tel sacrifice. Il eut donc recours au sang d'une chèvre, pour y baigner le fils qu'il eut bientôt. 
Aujourd'hui encore, le souvenir du fakir Sheikh Burhan vit toujours dans les mémoires, perpétué par les rubans bleus du Shakhawati, qui rappellent la couleur de la robe du fakir.

### Shekhaji, héros de la région auXVesiècle
Rao Shekhaji (1433-1488) fonda le Shekawati durant la seconde moitié du XVe siècle. Il était cousin avec les seigneurs Kachwaha d'Amber, vis-à-vis desquels il avait rompu le lien de vassalité qui faisait dépendre le Shekhawati des Kachwaha. C'est le grand héros des Shekhawats. Il renforça considérablement  sa puissance en offrant refuge à des guerriers Pathans. Il périt, dit-on, de façon chevaleresque, en combattant les Gaurs pour protéger l’honneur d’une femme de son clan.

### Shardul Singh, auXVIIIesiècle
Shardul Singh (1681-1742), 8e descendant de Shekhaji, est l’autre personnalité fondatrice du Shekhawati.

### La colonisation anglaise, auXIXesiècle
Cependant à partir de la deuxième moitié du XIXe siècle, l’arrivée du Raj britannique étouffa progressivement la prospérité du Shekhawati, lorsque les nouveaux moyens de transport, ferroviaires et maritimes, vinrent concurrencer la route des caravanes. 
Les Marwaris durent alors se reconvertir, et beaucoup partirent alors à Calcutta, dans le commerce de jute et du coton. 
Jusqu'au début du XXe siècle, ils continuèrent à construire des haveli richement décorées.

## Expansion économique du Shekhawati

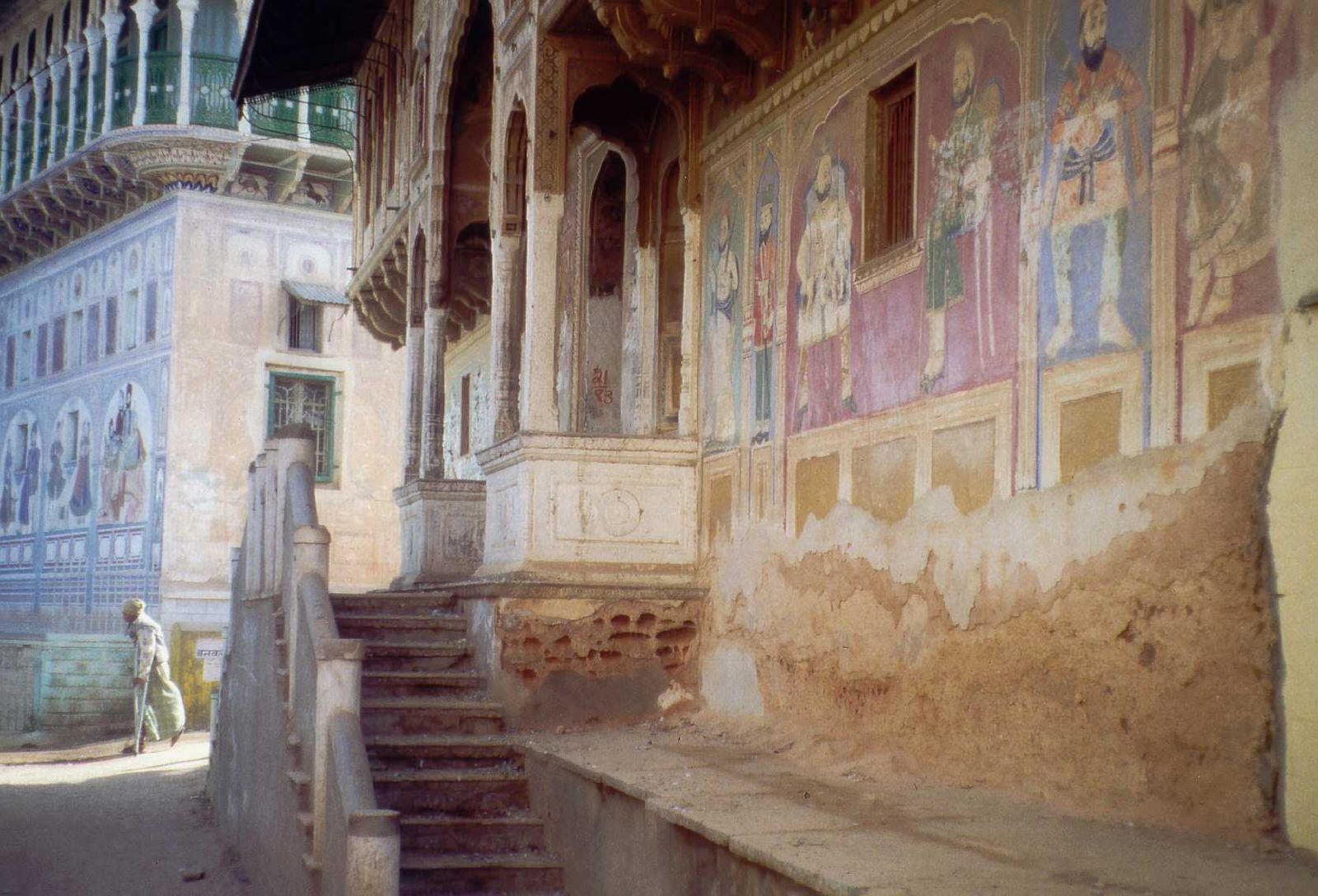
Maisons peintes au Shekhawati (photo prise à Nawalgarh.

Au début, il n’y avait que le sable, le gneiss, le quartzite et le schiste. Et puis la folle opiniâtreté des hommes fait jaillir l’eau enfouie parfois à plus d’une centaine de mètres. D’un puits à l’autre, les caravanes en provenance du bassin de l’Indus, de la vallée gangétique et de Chine trouvent de nouveaux chemins pour atteindre la mer d’Oman.

### AuXVIIesiècle
Les bâtisseurs de ces murs, racontant trois siècles d’histoire du Shekhawati, venaient du nord de l’Haryana, mais surtout du sud du Rajasthan, de la région de Jodhpur. Ce sont des « banias », ce qui signifie « marchands ». On les désignera plus tard comme les Marwaris, ou habitants du Marwar. Ils apparaissent au XIe siècle et leur communauté, qui semble avoir de tout temps connu une grande mobilité, est très soudée. Des générations de négoce ont appris aux Marwaris à saisir les opportunités et leur histoire, et par là même celle des fresques, est indissociable de celle des Rajputs.
Le Shekhawati du XVIIe siècle est enclavé entre deux royaumes : à l’ouest Bikaner, à l’est Amber ; et la subsistance de tous dépend des taxes prélevées sur les récoltes, sur les caravanes et occasionnellement de la « rapine » (brigandage).

### AuXVIIIesiècle
Au début du XVIIIe siècle, les ports du Gujarat et les routes caravanières qui les relient aux villes impériales de Delhi et Agra sont déplacés vers l’ouest du pays pour échapper aux troupes du Maharastra qui se rebellent contre l’Empire moghol. Les routes, plus sûres et plus courtes, traversent dès lors le Rajasthan, et l’activité des entrepôts tenus par les marchands augmentent considérablement. On leur accorde même des diminutions, voire des exonérations, de droits de douane pour les attirer. Les marchands prospèrent et font édifier et peindre à la fin du XVIIIe siècle quelques havelis, mais le gigantisme architectural et l’extravagance picturale n’est pas encore à l’ordre du jour. À la même époque, les souverains d’Amber et de Bikaner, en manque de deniers mais peu visionnaires, augmentent les droits de passage des caravanes sur leurs territoires. Le Shekhawati devient alors la route commerciale terrestre la plus économique et donc la plus empruntée.

### AuXIXesiècle
Cependant vers 1820, le royaume de Jaipur, sous la pression des Britanniques, baisse ses tarifs douaniers de 75 % ; Bikaner suit. Le district du Shekhawati est moins intéressant donc on assiste à un ralentissement du trafic, accentué par le brigandage croissant. Le Shekhawati tombe entre les mains de Jaipur en 1837. Les ports britanniques (Bombay, Calcutta, Madras et Karachi) concurrencent ceux du Gujarat, les nouveaux régimes douaniers entraînent le déclin du commerce en entrepôts et des mesures protectionnistes finissent par amoindrir l’écoulement des denrées locales.
Les Marwaris, dont la fortune est déjà assurée, commencent leur migration dès 1820. En quelques décennies, les Marwaris, dont la politique commerciale consiste à vendre de très grandes quantités, réussissent à accumuler des fortunes considérables et, à la fin du XIXe siècle, ils détiennent le monopole du commerce dans la plupart des grandes villes.
C’est après le départ du Shekhawati d’une large partie de leur communauté que les Marwaris font ériger et décorer dans les villages où demeurent encore leur famille de nombreux édifices appelés havelis. Ces dernières constructions atteignirent des dimensions palatiales et servirent de support à une folle prolifération picturale.

## Tourisme
Cette région a longtemps été divisée en petits royaumes dirigés par des « thakurs » (de Samode, Dundlod, Mandawa, Nawalgarh, Bissau, etc.). Expropriés de leurs terres en 1947 lors de l’indépendance, ils ont en effet transformé une partie de leurs demeures en hôtels pour s’assurer des revenus.
À voir : Mandawa, Nawalgar, Fatehpur, Alsisar, Dunlod, Mahensar, Samode